# Віла (річка)
Віла — річка в Україні, у Хмельницькому і Шепетівському районах Хмельницької області. Права притока Муховця (басейн Дніпра).

## Опис
Довжина річки 10 км. Формується з багатьох безіменних струмків та водойм. Площа басейну 42,7 км².

## Розташування
Бере початок на південному заході від Березівки. Тече переважно на північний захід через Драчі, Бовкуни і в Брикулі впадає у річку Муховець, праву притоку Хомори.